# Linda Bolder
Linda Bolder (Velserbroek, 3 juli 1988) is een voormalig Nederlands-Israëlische judoka. Ze was actief in de klasse tot 70 kilogram. Sinds januari 2015 kwam ze uit voor Israël. Dat land vertegenwoordigde ze op de Olympische Spelen 2016 in Rio de Janeiro.

## Carrière
Bolder behaalde in april 2013 de zilveren medaille op het EK judo in Boedapest. In de finale verloor ze van Kim Polling. In 2007 won ze goud op het EK voor junioren. Tevens behaalde ze verschillende worldcupoverwinningen bij de senioren. Daarnaast heeft zij ook goud gewonnen op het EK -17 / -20 en tot 23 jaar en won zij met het Nederlands team de Europese en Wereldtitel. In 2016 nam Bolder namens Israël deel aan de Olympische Spelen in Rio de Janeiro.
Bolder trainde bij Ben Rietdijk. Op 9 november 2017 kondigde Bolder het einde aan van haar carrière als topjudoka. Ze maakte dat besluit bekend op haar Facebookpagina. "Na de Olympische Spelen heb ik moeite gehad om de motivatie te vinden die nodig is om 100 procent op de wedstrijden te verschijnen en het mooie aan judo is dat je op 90 procent niet mee kan doen voor de prijzen", aldus Bolder. "Het was een moeilijke beslissing voor mij, aangezien volgend jaar de Europese kampioenschappen in Israël worden georganiseerd en ik hier dus niet aan zal deelnemen."